# Выборы губернатора Магаданской области (2023)
Выборы губернатора губернатора Магаданской области 2023 года состоялись 8—10 сентября в единый день голосования.
Глава данного региона избирается на пять лет. Выдвижение кандидатов на выборы губернатора Магаданской области осуществляется политическими партиями, без самовыдвижения. Избранным главой региона считается кандидат, набравший более 50 % голосов избирателей, принявших участие в выборах. На 1 июля 2023 года количество избирателей в Магаданской области, по информации местного ЦИК, достигло 98 390 человек.

## Предшествующие события
В июле 2023 года действующий губернатор Магаданской области Сергей Носов получил поддержку от президента России Владимира Путина в своём намерении баллотироваться на новый срок. Вместе с тем, глава государства порекомендовал ему для того, чтобы получить поддержку людей — напрямую работать с населением.

## Ход выборов
28 июня 2023 года избирком Магаданской области сообщил о завершении выдвижения кандидатов на выборах главы региона. Всего документы подали четыре претендента. «Единая Россия» выдвинула действующего губернатора Магаданской области Сергея Носова. Партия «Справедливая Россия — За правду» — главного специалиста магаданского филиала ВНИИ рыбного хозяйства и океанографии, члена совета местного отделения партии Олега Прикоки; ЛДПР — главу своей фракции в Магаданском парламенте Романа Исаева; КПРФ — директора спортивной школы по боксу, депутата Магаданской областной думы, секретаря обкома партии по молодежной политике Сергей Гончаренко. 20 июля 2023 года избирком Магаданской области зарегистрировал всех четырех претендентов для участия в выборах главы региона 2023 года.

## Результаты выборов
Явка избирателей на выборах губернатора Магаданской области 2023 года составила 35,09 %. По заявлению главы регионального избиркома Николая Жукова нарушений на голосовании зафиксировано не было. На выборах главы региона победил действующий губернатор Сергей Носов с результатом 72,39 %. Второе место завоевал Сергей Сергей Гончаренко, набравший 10,67 % голосов. Третье — Роман Исаев, за которого проголосовало 8,75 % избирателей, пришедших на выборы. Четвертое — Олег Прикоки, набравший 5,77 %.
| Место                       | Место                       | Кандидат                    | Голосов | %        |
| --------------------------- | --------------------------- | --------------------------- | ------- | -------- |
|                             | 1.                          | Сергей Носов                | 24 574  | 72,39    |
|                             | 2.                          | Сергей Гончаренко           | 3621    | 10,67    |
|                             | 3.                          | Роман Исаев                 | 2970    | 8,75     |
|                             | 4.                          | Олег Прикоки                | 1959    | 5,77     |
| Действительных бюллетеней   | Действительных бюллетеней   | Действительных бюллетеней   | 33 124  | 97,58 %  |
| Недействительных бюллетеней | Недействительных бюллетеней | Недействительных бюллетеней | 824     | 2,42 %   |
| Явка                        | Явка                        | Явка                        | 33 948  | 100,00 % |
| Общее число избирателей     | Общее число избирателей     | Общее число избирателей     | 96 753  |          |